# Онслов (округ, Північна Кароліна)
Шаблон:StateAbbr_ 34°43′ пн. ш. 77°25′ зх. д. / 34.71° пн. ш. 77.41° зх. д.
Округ  Онслоу (англ. Onslow County) — округ (графство) у штаті  Північна Кароліна, США. Ідентифікатор округу 37133.

## Історія
Округ утворений 1734 року.

## Демографія
За даними перепису 
2000 року 
загальне населення округу становило 150355 осіб, зокрема міського населення було 106911, а сільського — 43444.
Серед мешканців округу чоловіків було 82986, а жінок — 67369. В окрузі було 48122 домогосподарства, 36594 родин, які мешкали в 55726 будинках.
Середній розмір родини становив 3,09.
Віковий розподіл населення поданий у таблиці:
| Стать    | До 15 років | 15-21 | 22-29 | 30-39 | 40-49 | 50-65 | 65-85 | Понад 85 |
| -------- | ----------- | ----- | ----- | ----- | ----- | ----- | ----- | -------- |
| Чоловіки | 17179       | 18560 | 17545 | 10700 | 8163  | 6867  | 3795  | 177      |
| Жінки    | 16557       | 8927  | 9934  | 10401 | 8431  | 7592  | 4975  | 552      |

## Суміжні округи
- Джонс — північ
- Картерет — схід
- Пендер — південний захід
- Даплін — північний захід

## Виноски
1. ↑  U.S. Decennial Census. United States Census Bureau. Процитовано 18 січня 2015.
2. ↑  Historical Census Browser. University of Virginia Library. Архів оригіналу за 11 серпня 2012. Процитовано 18 січня 2015.
3. ↑  Forstall, Richard L., ред. (27 березня 1995). Population of Counties by Decennial Census: 1900 to 1990. United States Census Bureau. Процитовано 18 січня 2015.
4. ↑  Census 2000 PHC-T-4. Ranking Tables for Counties: 1990 and 2000 (PDF). United States Census Bureau. 2 квітня 2001. Процитовано 18 січня 2015.
5. ↑  State & County QuickFacts. United States Census. Архів оригіналу за 29 жовтня 2013. Процитовано 3 лютого 2020.(англ.) Наведено за англійською вікіпедією.
6. ↑  American FactFinder. Бюро перепису населення США. Архів оригіналу за 26 лютого 2012. Процитовано 31 січня 2008.

| США | Це незавершена стаття з географії США. Ви можете допомогти проєкту, виправивши або дописавши її. |